# CFR DE 241
A CFR DE 241 egy román 2'Do1'+1'Do2' tengelyelrendezésű dízelmozdony volt. A BBC, a Henschel és a Sulzer gyártotta 1937-ben. Összesen egy darab készült belőle.